# Badwater Basin
Badwater Basin je bezodtoká pánev, která je nejníže položeným místem v Severní Americe. Má nadmořskou výšku −86 m. Nachází se v Údolí smrti, na jihovýchodě Kalifornie, ve Spojených státech amerických. Oblast tvoří zvrásněné solné pláně a malé nádrže se silně slanou vodou (odtud název pánve Badwater). Badwater Basin náleží k nejteplejším místům na kontinentu, letní teploty zde dosahují k 50 °C. Přes extrémní životní podmínky zde rostou některé sukulenty a je zde přítomen vodní hmyz. Badwater Basin je součástí Národního parku Death Valley.